# Skomarje
Skomarje je naselje u slovenskoj Općini Zreču. Skomarje se nalazi u pokrajini Štajerskoj i statističkoj regiji Savinjskoj. 

## Stanovništvo
Prema popisu stanovništva iz 2002. godine naselje je imalo 189 stanovnika.